# Hervé de Charette
Hervé de Charette (París, 30 de julio de 1938) es un político francés, que ocupó el cargo de ministro de asuntos exteriores de Francia entre 1995 y 1997.

## Biografía

### Primeros años y educación
Graduado de la Escuela de Estudios Superiores de Comercio y del Instituto de Estudios Políticos de París, fue alumno de la Escuela Nacional de Administración.

### Carrera
En junio de 1966, se unió al Consejo de Estado como auditor, llegando posteriormente al cargo de secretario general adjunto. De 1973 a 1981, trabajó en varios ministerios.
Miembro de la Unión para la Democracia Francesa (UDF), fue elegido diputado de la Asamblea Nacional por primera vez en 1986 como representante del departamento de Maine y Loira. Entre 1986 y 1988, se desempeñó como ministro de la función pública, luego, entre 1993 y 1995, como ministro de vivienda.
Dirigió el Partido Popular para la Democracia Francesa (PPDF), integrante de la UDF, y se desempeñó como ministro de asuntos exteriores hasta las elecciones legislativas de 1997. Durante su desempeño en el cargo, junto a su homólogo alemán Klaus Kinkel, propuso convertir a la Unión Europea Occidental en el brazo armado de la Unión Europea. Entre junio de 1997 y munio de 2012 volvió a ser diputado de la Asamblea Nacional, nuevamente como representant del departamento de Maine y Loira.
Entre marzo de 1989 y marzo de 2014, fue alcalde de Saint-Florent-le-Vieil, siendo reelegido en junio de 1995, marzo de 2001 y marzo de 2008. Además, formó parte del Consejo Regional de los Países del Loira de 1992 a 2010 (reelegido en 1998 y 2004), siendo su vicepresidente entre 1992 y 2004.
En 2009 dejó la Unión por un Movimiento Popular para unirse a Los Centristas (Les Centristes).